# ドリル山

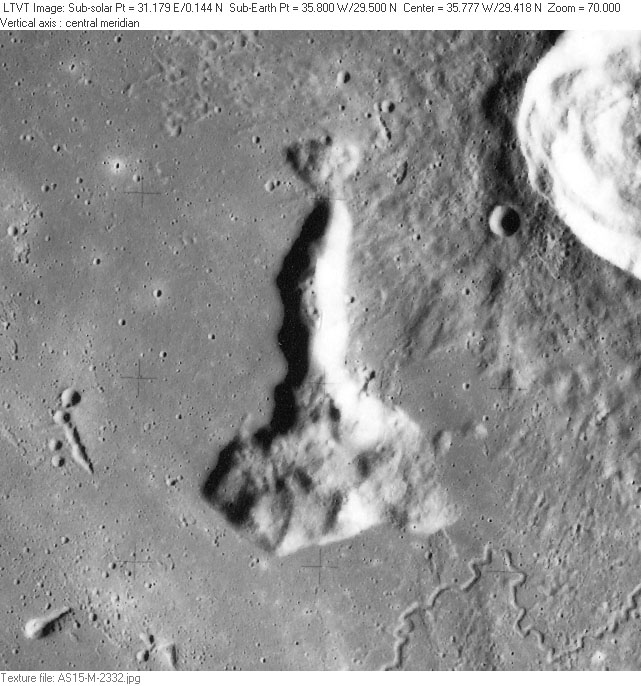
アポロ15号によって撮影されたドリル山の空中写真

ドリル山(Mons Delisle)は、雨の海の端、クレータードリルの近くにある月の山である。月面座標は、北緯29.5°、西経35.8°である。長細い形で、直径は約30kmである。1985年に国際天文学連合によって、近隣のクレーターの名前に因んで命名された（クレーターは、フランスの天文学者ジョゼフ＝ニコラ・ドリルに因んで命名された）。